# Ernst Gottfried Mahrenholz

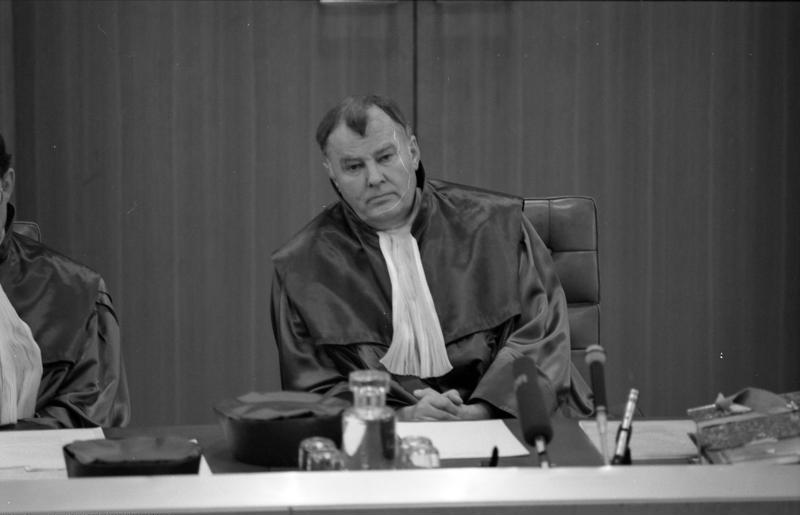
Ernst Gottfried Mahrenholz, 1989

Ernst Gottfried Mahrenholz (* 18. Juni 1929 in Göttingen; † 28. Januar 2021 in Hannover) war ein deutscher Jurist, Politiker (SPD) und als Verfassungsrichter Mitglied des Bundesverfassungsgerichts.
Nach einer Karriere als Verwaltungsjurist war er Direktor des Funkhauses Hannover, von 1970 bis 1974 als Staatssekretär Chef der Niedersächsischen Staatskanzlei, von 1974 bis 1976 Kultusminister und von 1974 bis 1981 Mitglied des Niedersächsischen Landtags. Mahrenholz war von 1981 bis 1994 Richter des Bundesverfassungsgerichts, ab 1987 als dessen Vizepräsident.

## Leben
Mahrenholz war der Sohn des evangelischen Pastors und Kirchenmusikers Christhard Mahrenholz und Bruder von Hans Christhard Mahrenholz. Er studierte ab 1948 Theologie, Psychologie und Philosophie an der Universität Göttingen, später Rechtswissenschaften an den Universitäten Tübingen und Göttingen. An diesen Universitäten wurde er Mitglied der christlichen Studentenverbindung Wingolf, aus der er 1971 wieder austrat. Er promovierte 1957 in Göttingen zum Dr. jur. Seine von Gerhard Leibholz betreute Dissertation zur Wahlgleichheit im parlamentarischen Parteienstaat der Bundesrepublik wurde mit cum laude bewertet.
Im Jahr 1959 wurde er Referent am Kirchenrechtlichen Institut der EKD, das damals unter Leitung von Rudolf Smend stand. Nach einem Jahr wechselte er auf eine Stelle als persönlicher Referent des niedersächsischen Ministerpräsidenten Hinrich Wilhelm Kopf (SPD). Es folgten diverse Verwendungen in der Staats- und Kommunalverwaltung, etwa 1962/63 im niedersächsischen Kultusministerium und 1963–1965 als Leiter des Bauverwaltungsamtes der Landeshauptstadt Hannover. Der niedersächsische Landtag wählte Mahrenholz 1963 in den Rundfunkrat des Norddeutschen Rundfunks (NDR), von 1965 bis 1970 leitete er das NDR-Funkhaus Hannover. Nach seinem Ausscheiden aus der Regierung war er ab 1976 als Rechtsanwalt tätig.

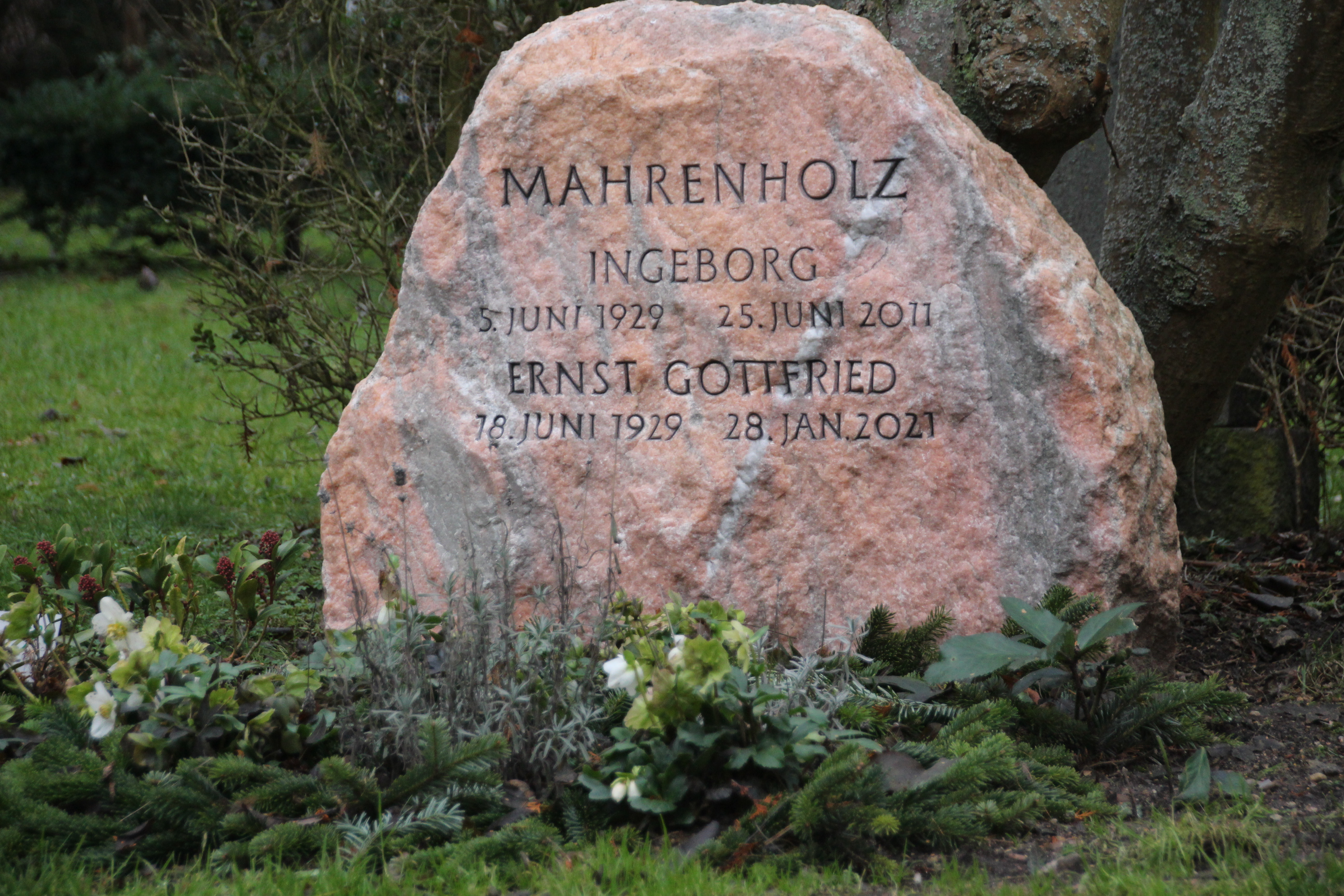
Grab auf dem Friedhof des Stephansstifts in Hannover

Auch nach seiner Zeit als Richter des Bundesverfassungsgerichts war Mahrenholz ein oft gefragter Interviewpartner, so sind allein beim Deutschlandfunk auf der Webseite 32 abrufbare Interviews und Gespräche mit ihm seit dem Jahr 1999 aufgeführt, die insbesondere verfassungsrechtlichen und verfassungspolitischen Themen gelten.
Mahrenholz starb Ende Januar 2021 im Alter von 91 Jahren in seinem Haus im hannoverschen Heideviertel. Mahrenholz wurde auf dem Friedhof des Stephansstifts in Hannover begraben.

### Politische Karriere
Ab 1970 war das SPD-Mitglied Mahrenholz unter Ministerpräsident Alfred Kubel als Staatssekretär Leiter der niedersächsischen Staatskanzlei. Bei der Landtagswahl in Niedersachsen 1974 zog er in das Landesparlament ein und wurde anschließend zum Kultusminister im sozial-liberalen Kabinett Kubel II ernannt. Nach der Wahl von Ernst Albrecht (CDU) zum niedersächsischen Ministerpräsidenten im Februar 1976 schied Mahrenholz aus der Regierung aus, blieb aber als Oppositionsabgeordneter im Landtag, wurde 1978 wiedergewählt und gehörte dem Landesparlament bis zu seiner Wahl zum Verfassungsrichter an.

### Verfassungsrichter
Der Bundestag wählte Mahrenholz im Jahr 1981 auf Vorschlag der SPD zum Richter des Bundesverfassungsgerichts, dort trat er die Nachfolge von Martin Hirsch an. Bis zu seinem Eintritt in den Ruhestand am 24. März 1994 gehörte er dem Zweiten Senat an, als dessen Vorsitzender er seit 1987 diente, wobei er gleichzeitig das Amt des Vizepräsidenten des Bundesverfassungsgerichts innehatte. Mahrenholz war unter anderem an Entscheidungen zum Hafturlaub bei lebenslanger Freiheitsstrafe, zur Stationierung von Mittelstreckenraketen (Pershing II) in der Bundesrepublik, zum Recht auf Kriegsdienstverweigerung, zur Kontrolle der Nachrichtendienste durch den Bundestag, zur Lagerung chemischer Waffen, zur Stellung der fraktionslosen Abgeordneten im Bundestag, zur Unschuldsvermutung, zur Aussetzung des Restes einer lebenslangen Freiheitsstrafe, zum Schwangerschaftsabbruch sowie an der Entscheidung zum EU-Vertrag von Maastricht beteiligt.
Zu der Entscheidung über den Schwangerschaftsabbruch vom 28. Mai 1993 verfasste er zusammen mit Bertold Sommer ein Sondervotum, in dem sie die Auffassung vertraten, dass der Gesetzgeber den Schwangerschaftsabbruch in den ersten zwölf Wochen nicht nur straffrei stellen, sondern auch für nicht rechtswidrig erklären dürfe (die Mehrheit der Richter sah ihn als Unrecht an).
Nachfolger auf seiner Planstelle war Jutta Limbach. 

### Weitere Ämter und Funktionen
Das Präsidium der Deutschen Sektion der Internationalen Juristen-Kommission wählte Ernst Gottfried Mahrenholz im Jahr 1990 zum Vorsitzenden.
Ab 1991 war Mahrenholz Honorarprofessor an der Juristischen Fakultät der Universität Frankfurt am Main.
Von 1998 bis 2003 war Mahrenholz Präsident der Gottfried-Wilhelm-Leibniz-Gesellschaft, die ihn anschließend zu ihrem Ehrenpräsidenten ernannte. Er wurde auch Präsident der Deutsch-Israelischen Juristenvereinigung. Seit 2004 engagierte sich Mahrenholz als Stiftungsbeirat bei der Stiftung Pro Justitia, welche die Rechtstatsachenforschung fördert.

## Ehrungen
Anlässlich des 725-jährigen Bestehens des Ratsgymnasiums in Hannover hielt Mahrenholz als ehemaliger Schüler am 22. August 1992 die Festrede. 
Nach seinem Ausscheiden aus dem  Bundesverfassungsgericht wurde er mit dem Großen Bundesverdienstkreuz mit Stern und Schulterband ausgezeichnet.
Am 24. Juni 2019 wurde Ernst Gottfried Mahrenholz durch Ministerpräsident Stephan Weil mit der höchsten Auszeichnung des Landes Niedersachsen, der Niedersächsischen Landesmedaille, geehrt.

## Würdigungen
Das Bundesverfassungsgericht stellte anlässlich des Todes von Mahrenholz heraus, er habe „die Rechtsprechung des Zweiten Senats des Bundesverfassungsgerichts maßgeblich geprägt und an zahlreichen wegweisenden Entscheidungen mitgewirkt“. Der niedersächsische Ministerpräsident Stephan Weil betonte, Mahrenholz sei „ein aufrechter, ein kluger und nachdenklicher Mensch mit hohem moralischem Anspruch [gewesen], der in seinem langen Leben viel bewirkt“ habe. „Prägend für ihn und die Entscheidungen, an denen er mitwirkte oder denen er widersprach, waren immer auch sein christlicher Glaube und gleichzeitig sein großer Respekt vor anderen Religionen.“ Mahrenholz habe „sich seine Entscheidungen nie leicht [gemacht], er orientierte sich zeit seines Lebens konsequent an den Wertungen des Grundgesetzes.“ Der Intendant des Norddeutschen Rundfunks (NDR), Joachim Knuth, erklärte, Mahrenholz habe „in verschiedenen Funktionen den NDR und den öffentlich-rechtlichen Rundfunk begleitet, gestaltet und gestützt. In Erinnerung bleibt Mahrenholz als leidenschaftlicher Verteidiger des demokratischen Rechtsstaats – und als inspirierender, kritischer und kluger Kopf“.

## Veröffentlichungen
- Mit Adolf Laufs u. a. (Expertenkommission „Eigentumsfragen Baden“ beim Ministerium für Wissenschaft, Forschung und Kunst Baden-Württemberg): Das Eigentum an badischen Kulturgütern aus der Zeit der Monarchie, Stuttgart 2007 (Link zum Digitalisat eines Teils des Gutachtens -Kriterien der Güterzuordnung und Zusammenfassung)
- Ein Königreich wird Provinz – Über Hannovers Schicksalsjahr 1866. MatrixMedia Verlag, Göttingen 2011, ISBN 978-3-932313-46-2.
- Es ist das Atmosphärische, das sich Kindern mitteilt – Jugend in Hannover. In: Ingrid Dietsch (Hrsg.): Gespräche vom Krieg – Gesammelte Erfahrungen und Einsichten. Wartburg-Verlag, Weimar 2013, ISBN 978-3-86160-414-3, S. 63 ff. (204 S.).